# Erna Raabe
Erna Raabe von Holzhausen (nascida Erna Freiin von Holzhausen, Opava, (Silésia austríaca, Áustria-Hungria), 8 de agosto de 1882 — Greifswald, 1938 ) foi uma pintora e artista gráfica alemã do impressionismo. Ficou mais conhecida como pintora de animais e retratos.

## Biografia
Raabe nasceu a 8 de agosto de 1882 em Opava, na actual República Checa. Ela estudou no Städelsches Institut em Frankfurt am Main. Os seus professores incluíram Wilhelm Trübner. Em 1902 conheceu o pintor Käthe Loewenthal na Itália. O casal estabeleceu-se em Stuttgart em 1909. Eles permaneceram juntos até à morte de Raabe em Greifswald, Alemanha 1938.